# Khách Nhĩ Sở Hồn
Khách Nhĩ Sở Hồn (tiếng Mãn: ᡴᠠᠯᠴᡠᡥᡡᠨ, Möllendorff: Kalcuhūn, Abkai: Kalquhvn, giản thể: 喀尔楚浑; phồn thể: 喀爾楚渾, 2 tháng 7 năm 1628 – 19 tháng 12 năm 1651) là một tông thất của nhà Thanh trong lịch sử Trung Quốc.

## Cuộc đời
Khách Nhĩ Sở Hồn sinh vào giờ Hợi, ngày 2 tháng 6 (âm lịch) năm Thiên Thông thứ 2 (1628). Ông là con trai thứ ba của Khắc Cần Quận vương Nhạc Thác - trưởng tử của Lễ Liệt Thân vương Đại Thiện. Mẹ ông là Kế Phúc tấn Nạp Lạt thị. Năm Thuận Trị nguyên niên (1644), ông theo Duệ Thân vương Đa Nhĩ Cổn tấn công Lý Tự Thành ở Sơn Hải quan. Một năm sau (1645), ông được phong làm Trấn quốc công. Năm thứ 3 (1646), ông theo Túc Thân vương Hào Cách xuất binh đánh dẹp Trương Hiến Trung, cùng Bối tử Mãn Đạt Hải suất quân quét sạch. Bộ tướng của Trương Hiến Trung là Cao Như Lệ dẫn đầu nhiều người xin hàng. Đến năm thứ 5 (1648), ông được phong làm Đô thống. Năm sau (1649), ông lại theo Kính Cẩn Thân vương Ni Kham thảo phạt phản tướng Khương Tương, vây công Ninh Vũ, đại phá quân địch có công, tiến phong làm Bối lặc. Năm thứ 8 (1651), ông phụ trách các công việc của Lý phiên viện. Cùng năm đó, ngày 7 tháng 11, ông qua đời khi mới 24 tuổi, được truy thụy Đa La Hiển Vinh Bối lặc (多罗显荣贝勒). Con trai ông là Khắc Tề tập tước khi mới được 3 tuổi.

## Gia quyến
- Đích Phu nhân: Nạp Lạt thị (纳喇氏), con gái của Nam Bố Nhĩ Hàng Vũ (男布尔杭武).
- Con trai: Khắc Tề (克齊; 1649 - 1722), mẹ là Đích Phu nhân Nạp Lạt thị. Năm 1652 tập tước Bối lặc. Có hai con trai.